# Domenico Mastini
Domenico Mastini (Roma, 13 febbraio 1897 – Milano, marzo 1973) è stato un inventore italiano, ideatore e progettista di oggetti ad alto contenuto tecnologico ideati con molto anticipo rispetto alla reale diffusione commerciale.

## Lavori
Domenico Mastini ha progettato diverse macchine in svariati campi (radiocomunicazioni, aeronautica, fluidodinamica, elettromeccanica), riuscendo in alcuni casi a realizzare il solo progetto, in altri a spingersi alla realizzazione prototipale, in altri ancora arrivando all'avvio di una produzione commerciale. Le sue idee sono state coperte da numerosi brevetti internazionali ma, nonostante questo, molte di esse sono state realizzate da altri, diversi anni dopo, quando era ormai intervenuta la scadenza del brevetto.
Oltre alla progettazione tecnica Mastini si cimentò anche nella definizione di polizze assicurative e prodotti finanziari.

### Radiotelefono
Nel 1935, presso la Mostra Nazionale delle Invenzioni di Torino, fu presentato il radiotelefono automatico mobile da lui ideato e realizzato. Attraverso tale sistema era possibile telefonare, da un veicolo provvisto di questo dispositivo, a ogni apparecchio della rete telefonica urbana automatica. Tale sistema era costituito da un ricetrasmettitore fisso con trasmettitore operante sulla frequenza dei 46 MHz e un ricevitore operante sui 42 MHz. L'apparecchio telefonico, viceversa, aveva il trasmettitore sui 42 MHz e il ricevitore sui 46 MHz. Ciò consentiva al telefono installato sulla vettura di collegarsi alla rete telefonica per distanze dal ricetrasmettitore fisso fino a qualche decina di chilometri. Per questa invenzione Mastini fu premiato nel 1939 da Benito Mussolini a Palazzo Venezia con la Coppa del Re Imperatore.
Nel 1943 la licenza fu ceduta da Mastini a grandi aziende tedesche per il territorio del Großdeutsches Reich. Si iniziava già allora a intravedere la possibilità di un vero e proprio telefono portatile sia per il destinatario che per il ricevente : un ulteriore sviluppo del progetto del 1944 prevedeva infatti di realizzare una rete radiotelefonica automatica attraverso l'installazione dei terminali sulle montagne, anticipando di quasi trent'anni l'invenzione di quello che sarebbe stato il telefono cellulare, poi realizzato nel 1973 da Martin Cooper, direttore della sezione Ricerca e sviluppo della Motorola.
Il progetto, pubblicato nel 1945, è rintracciabile presso la Biblioteca Nazionale Centrale di Firenze.
Mastini intentò una causa civile contro AT&T e altre due compagnie statunitensi, la Western Electric Company, principale fornitore di AT&T, e la New York Telephone Company, gestore all'epoca dei servizi telefonici nella città di New York per conto di AT&T, per violazione del proprio brevetto. Mastini perse la causa perché, secondo il giudice Medina, nella sentenza di appello del 1966, il sistema di Mastini era automatico mentre quello della AT&T era manuale e funzionava solo mediante operatore.

### Convertiplano
Sempre nel 1935 Domenico Mastini, attraverso l'Associazione Nazionale Fascista Inventori, fu promotore presso, il Ministero dell'Aeronautica, di un suo progetto di aeroplano-elicottero, un precursore del convertiplano, al fine di ottenere un finanziamento per la costruzione del prototipo. Di questo progetto è andata persa qualsiasi documentazione originaria. Solo nel 2005, 70 anni dopo l'idea di Mastini, è stato certificato il primo esemplare di convertiplano commerciale, il Bell Boeing V-22 Osprey.

### Radio a gettone
Nel 1937, Phonola presentò un apparecchio radio, progettato da Mastini, a gettone o radiomoneta, che rimaneva in funzione per un tempo definito e proporzionale al valore della "moneta" inserita nella gettoniera collegata tra l'alimentazione e la radio. Per questa soluzione, la Phonola mise in produzione un antesignano del jukebox, il modello 670M, in cui la lettera M individua il progettista, Mastini. Dello stesso apparecchio fu messa in commercio anche una variante domestica priva di gettoniera. Una variante dello stesso progetto, solo brevettata e mai realizzata, consentiva di applicare la gettoniera a un apparecchio televisivo.

### Macchina da scrivere elettrica
Nel 1948 brevettò una macchina per scrivere elettrica trasportabile, con meno servomeccanismi e connessioni elettriche, e quindi più economica di quelle realizzate all'epoca. Una particolarità della macchina per scrivere elettrica di Mastini era quella di poter regolare la pressione necessaria da esercitare sui tasti.

### Segreteria telefonica
Nel 1954 brevettò un sistema elettromeccanico di risposta automatica e registrazione delle chiamate telefoniche in arrivo, un precursore della segreteria telefonica. Il sistema era anche protetto da un meccanismo di codifica che consentiva l'accesso ai messaggi registrati solo agli operatori autorizzati.

### Sistema idraulico a dislivello naturale
Nel 1966, Domenico Mastini brevettò un sistema capace di ottenere il massimo lavoro utilizzando il flusso di liquido che per caduta si spostava da una posizione più elevata a una inferiore. Il sistema riusciva a essere una fonte di forza motrice per azionare un meccanismo (ad esempio, una turbina) anche in presenza di bassi dislivelli.